# Гомосексуальний спосіб життя
Гомосексуальний спосіб життя або гомосексуальний стиль життя (англ. gay lifestyle, також homosexual lifestyle) — вираз, що використовується для опису способу життя, сформованого забезпеченими міськими гомосексуалами в другій половині XX століття в США та інших розвинених країнах.

## Гомосексуальний спосіб життя як споживча культура
На хвилі руху за громадянські права, що розпочався в 1960-і роки в США, молоді гомосексуальні люди стали більш відкритими і почали формувати власну гомосексуальну ідентичність у протиставленні гетеросексуальним нормам. Забезпечені міські гомосексуали на основі споживчого способу життя створили свій, гомосексуальний стиль життя. Вони позиціонували себе як споживачі різних товарів та послуг, у тому числі театру, кіно, одягу та туризму. Гей-квартали стали притягувати до себе заклади громадського харчування для бездітної багатої публіки, винні бутіки, антикварні магазини та книгарні. Гомосексуальний спосіб життя породив особливий клас споживача — бездітного і має вільний час, як правило, білого чоловіка. Одним із об'єктів престижу цього споживача є відпустки в екзотичних місцях та на сонячних пляжах. У той же час дані образи можна застосовувати лише до окремих геїв і лесбійок, і деякі гомосексуали, спосіб життя яких не вписується в описані уявлення, можуть почуватися відчуженими від ЛГБТ-спільноти. З кінця 1970-х років гомосексуальному стилю життя приділяється все більше уваги в гей-пресі.
«Енциклопедія гомосексуальності» (1990) зазначає, що життєздатність гомосексуального способу життя як альтернативної субкультури пов'язана з можливістю відкритої зневаги норм нетерпимого до самих гомосексуалів суспільства. Формування особливого гомосексуального способу життя відбулося у 1960-х роках у США внаслідок «гей-визвольного руху». Відмова від гетеросексуальності та від усього, що з нею було пов'язано, в тому числі, і від традиційного гендерного розподілу ролей, призвело до формування нового набору цінностей та стандартів. Критеріями формованого міського gay lifestyle 1970-х стали характерний стиль одягу, особливі бари, лазні та курорти, підписка на гей-пресу та участь у громадських заходах політичного змісту. Разом з тим, гомосексуальний спосіб життя 1970-х років характеризувався свободою від гетеросексуального шлюбу, сексуальними стосунками без зобов'язань, сексуальними експериментами та великим рівнем толерантності до сексуальної розбещеності, а також періодичним відвідуванням мітингів, демонстрацій та різних зборів. Під впливом ЗМІ така американська модель гомосексуального способу життя протягом 1970-х років поширилася на Західну Європу та країни третього світу, влившись у загальну «американізацію», яка потурає культурі споживання та задоволень. Кримінальне переслідування одностатевих відносин сприяло гедоністичному способу життя, пов'язаному з наркотиками, проміскуїтетом та постійним пошуком задоволень. У 1980-і роки після виникнення епідемії СНІДу посилилася популяризація ідеї моногамії та її прийняття як норма для певної частини гомосексуалів.
Термін «спосіб життя» (англ. lifestyle) описує різні індивідуальні моделі мислення та поведінки (щоденні рутинні дії, думки, цінності, інтереси, потреби та сприйняття), що характеризують відмінності у споживачів . Крім того, термін lifestyle безпосередньо пов'язаний з модою (трендами).
Австралійський вчений та активіст за громадянські права Денніс Альтман зазначає, що стиль життя гомосексуалів 1970-х років дав початок авангардній моді у популярній культурі . На його думку, гомосексуальний спосіб життя був «продуктом сучасного міського ліберального капіталізму».
Соціолог Ентоні Гідденс з посиланням на Кеннета Пламмера пише, що гомосексуальність як спосіб життя в сучасній західній культурі характерна для осіб, які, відокремившись від «гетеросексуального співтовариства», належать гомосексуальній субкультурі, що стала найважливішою частиною їхнього життя. Згідно з сексологом Ервіном Хеберле, гомосексуали, отримавши від суспільства певний ярлик, самі засвоюють певний стиль поведінки, інтегруючи себе в гомосексуальну субкультуру, що пропонує їм готові життєві сценарії. При цьому вони самі засвоюють ту модель поведінки, яка від них очікується суспільством.
Результати маркетингового дослідження умов обслуговування клієнтам-геїв показують, що рівність, індивідуалізм і різноманітність є найважливішими аспектами для гей-субкультуры. Додатково на модель споживання таких клієнтів впливають взаємодія з друзями, гетеро- та гомосексуальний культурний інтерфейс.

## Теорія навантаження
До відкриття ВІЛ та детального опису епідеміології та механізмів ВІЛ-інфекції (зокрема, до опису у 1983 р. передачі ВІЛ при гетеросексуальних статевих контактах, шкідливих звичок, хвороб, що передаються статевим шляхом в результаті безладних статевих зв'язків, в рамках застарілої «теорії навантаження» (англ. overload theory) розглядався як причина розвалу імунної системи, в свою чергу викликала захворювання СНІДом, або, як воно називалося до 1983 року — GRID (гей-зв'язаний імунний дефіцит, англ. Gay-Related Immune Deficiency).

## Гомосексуальний спосіб життя як об'єкт критики
Вираз «гомосексуальний спосіб життя» використовується організаціями екс-геїв. Американська правозахисна організація Southern Poverty Law Center так це описує:
У лексиконі екс-геїв слово gay («гей») спливає лише у фразі gay lifestyle («гомосексуальний спосіб життя»), під яким здебільшого розуміється гедоністична суміш з сексуальних контактів на одну ніч і хвороб, що передаються статевим шляхом, що ведуть до ранньої смерті та в'янення юнацької краси. Рух екс-геїв не має понять, що описують реальний світ, в якому геї та лесбійки обираються на державні пости, з'являються в телевізійних шоу і створюють одностатеві сім'ї.
Оригінальний текст (англ.)
About the only time the word "gay" appears in the ex-gay lexicon is in the phrase "gay lifestyle", which is largely seen as describing a hedonistic mix of one-night stands and sexually transmitted diseases that culminates in early death or abandonment when youthful beauty fades. The ex-gay movement has little language to describe the real world in which lesbians and gays hold elected office, appear on TV shows and raise families.

Серед стадій «залучення до гомосексуалізму», що виділяються організацією екс-геїв Exodus Global Alliance, Остання називається «гомосексуальний стиль життя». Під цією стадією в організації розуміють проникнення в гей-субкультуру (наприклад, робота в закладах для гомосексуалів, наявність гомосексуальних друзів та інше), в якій гомосексуал може знайти певну підтримку.

## Стереотипність виразу
Вираз «гомосексуальний спосіб життя» розглядається багатьма гомосексуальними людьми як принизливим ярликом, при вимові якого у людей виникають типові картини проміскуїтету і гей-парадів. Описані уявлення активно культивуються засобами масової інформації, що сприяє їхньому ще більшому вкоріненню. Наприклад, при трансляції повідомлень про проведення прайд-парадів телевізійні камери, як правило, фіксують учасників руху, що є найбільш зухвалими та шокуючими. У випадку стереотипізація «гомосексуального способу життя» є випадком редукціонізму (примітивного спрощення) поняття гомосексуальної орієнтації. Крім того, використання терміна «гомосексуальний спосіб життя» передбачає, що всі геї, лесбійки та бісексуальні люди нібито ведуть однаковий спосіб життя і що їхня сексуальна орієнтація є їх усвідомленим вибором і тому може і повинна підлягати зміні.
Загальне уявлення про гомосексуальний спосіб життя як про життя, в якому нон-стоп чергуються вечірки, безладний секс і наркотики, бере свій початок у 1970-і роки, коли суспільство не знало ВІЛ та деякі люди (як гомосексуальні, так і гетеросексуальні) були більш вільні у своїй сексуальній поведінці. Безумовно, у ЛГБТ-спільноті знайдуться такі представники, для яких характерна дуже небезпечна сексуальна поведінка, проте це ж можна сказати і про гетеросексуали. Разом з тим було б помилково стверджувати про існування особливого гомосексуального, як і гетеросексуального способу життя.
«Енциклопедія гомосексуальності» (1990) зазначає, що термін «спосіб життя» більш характерний для журналістів, ніж для соціологічної науки і є проблемним через те, що в одній людині можуть перекриватися різні способи життя, так само як і при найближчому розгляді способу життя, що здається однорідним, може розпадатися на безліч явищ .

У довіднику GLAAD для ЗМІ у списку «термінів, які слід уникати» є «гомосексуальний спосіб життя»:
Немає єдиного способу життя лесбійок, геїв чи бісексуалів. Лесбійки, геї та бісексуали різноманітні у тому, як вони ведуть своє життя. Фраза «гомосексуальний спосіб життя» використовується для очорнення лесбійок, геїв та бісексуалів, і передбачає, що їхня орієнтація є вибором і, отже, може і має бути «вилікувана».

## Проміскуїтет

### Кількість сексуальних партнерів
Існує уявлення про те, що гомосексуальність пов'язані з проміскуїтетом. Деякі дослідження показують його справедливість, деякі, навпаки, стверджують, що короткі та поверхневі гомосексуальні зв'язки виявляються характерними лише для деяких, але далеко не для всіх одностатевих відносин; і багато геїв і лесбійок будують довгострокові відносини і живуть як сім'я.
Л. C. Клейн, посилаючись на низку досліджень, називає такі цифри сексуальних партнерів: "У 1971 р. кожен сьомий німецький гомосексуал («швуле») мав понад 600 партнерів — правда, не за рік, як запевняли цитовані доктори, а протягом життя (Dannecker und Reiche 1974: 236). У 1981 р. протягом року змінила щонайменше п'ятьох партнерів половина гомосексуальних студентів, тоді як серед гетеросексуальних з такою швидкістю змінювали партнерок лише 5 % студентів (Clement 1986: 111—112). Вдесятеро менше. У США середня кількість партнерів гомосексуала за все життя 50, тоді як у гетеросексуала середня кількість партнерок лише 4 (Michael et al. 1994). <…>. Тим часом 90 % гетеросексуальних жінок США і більше 75 % гетеросексуальних чоловіків показали, що взагалі не мали позашлюбних статевих зв'язків (Michael et al. 1994). ", а особливо великий потяг відчувається до постійного партнеру, до створення гомосексуальних пар, «сімей» у лапках і без (там, де це дозволено законом). <..> З 50 гомосексуалів, обстежених Ліддікоутом (Boczkowski 1988: 143), 22 (тобто майже половина) мали постійних партнерів більш ніж 5 років, із них два принаймні 10 років та шість понад 15 років. Десять років соціолог М. Бохов проводить обстеження німецьких гомосексуалів. За результатами з 3048 анкет за 1996 рік, більше половини, 53 відсотки, показали, що цього року вони жили з постійним партнером, причому 22 відсотки — лише з одним, без «зрад». Опитування про кількість партнерів з'ясував: 16 % мали контакт лише з однією людиною, ще 27 % з кількома (від двох до п'яти), 16 % — від шести до десяти і 24 % — з багатьма (понад 20 партнерів за рік). Це менше, ніж у 1993 році (44 %), але все-таки майже чверть! Чотири п'ятих практикують анальний секс, але тільки чверть без засобів захисту (Bochow 1993; Polzer 1997).Сексолог та соціолог І. С. Кон підсумовує результати низки досліджень одностатевих стосунків:
«За даними різних дослідників, наприкінці 1970-х років від 40 до 60 % американських геїв мали більш менш стабільні стосунки і приблизно половина з них жили спільно, а 8 % жіночих і 18 % чоловічих пар жили спільно понад 10 років. За даними іншого американського опитування, більше 10 років існували 14 % жіночих і 25 % чоловічих пар. Дві третини голландських геїв у момент опитування перебували у довгострокових партнерських відносинах із середньою тривалістю близько 6 років. Серед опитаних у 1987 р. німецьких геїв ніколи не мали постійних відносин менше 4 %. У момент опитування 59 % мали стабільні стосунки, але у багатьох із них вони почалися не більше, ніж рік тому. У східній Німеччині в 1990 р. постійного партнера мали 56 % гомосексуалів, 48 % з них вели спільне господарство і ще 36 % хотіли б його вести. У 35 % 30-40-річних чоловіків тривалість співжиття була понад трьох, у 24 % понад п'ять і у 10 % понад 10 років. В Англії кінця 1980-х років партнерські відносини мали від 57 % до 65 % геїв, їхня середня тривалість становила 4 роки, максимальна — 38 років».
Люди гомосексуальної орієнтації можуть як висловлювати, і не виражати її у сексуальної активності. Частина гомосексуалів мають одностатеві сексуальні стосунки, інші можуть мати гетеросексуальні та бісексуальні стосунки або взагалі ніяких (жити у сексуальній помірності). Згідно з широкомасштабним дослідженням у США 2006—2008 років 15 % жінок і 12 % чоловіків, які називають себе гомосексуальними (або бісексуальними), ніколи не мали досвіду одностатевих стосунків.

### Тривалість стосунків

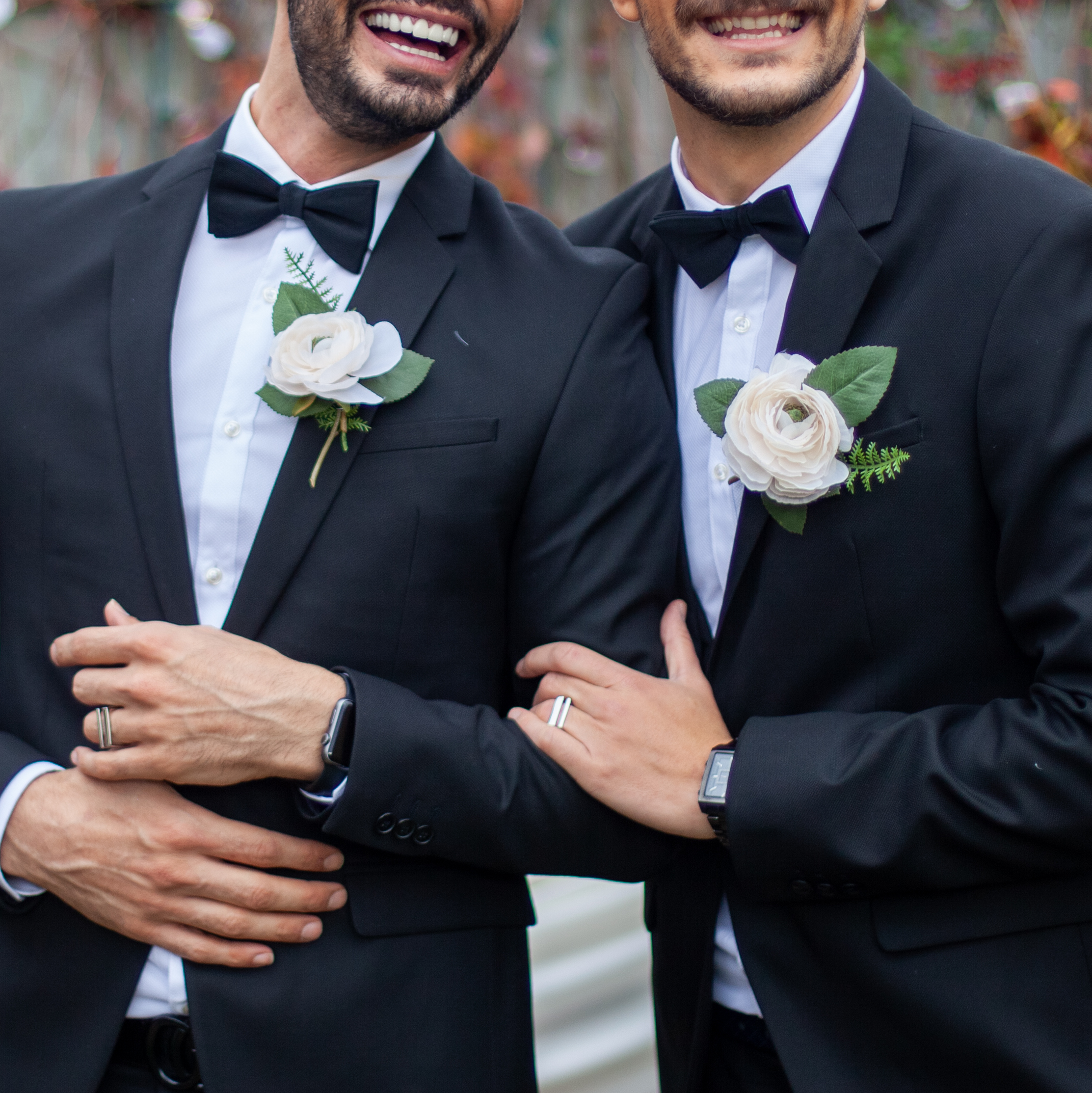
Гомосексуальна пара

Більшість ранніх досліджень показують, що гомосексуальні люди мають більше сексуальних партнерів, ніж гетеросексуальні. Так, згідно з Loney (1972), чоловіки-геї мають за своє життя 194 сексуальні партнери чоловічої статі та 1,3 партнери жіночої статі, а лесбійки мають протягом життя 3,7 партнерок і 5,3 партнерів. Дослідження Сагіра та Робінса (1973) показують, що понад 75 % гомосексуальних чоловіків мають понад 30 партнерів протягом свого життя. Крім того, дослідники показують, що відносини геїв та лесбійок рідко тривають довше 6 років. Белл і Вайнберг (1978) роблять висновок у тому, що з половини гомосексуальних чоловіків сексуальні акти відбуваються, переважно, з партнерами, що їх бачать вперше.
Цікавим для порівняння в цьому відношенні є дослідження Блумштайна і Шварца (Blumstein/Schwartz, 1983), Що робить висновки про те, що середня тривалість відносин американських гетеросексуальних пар, що не брали шлюб, становить від 5 до 8 років. При цьому довше 10 років живуть лише 2 % таких пар.
У той же час багато ранніх досліджень сексуальної поведінки гомосексуальних людей критикують. Наприклад, у дослідженні Сагіра і Робінс 1973 року, яке стверджує, що лише 15 % геїв і 17,3 % лесбійок мали хоча б раз у житті зв'язок, що триває понад три роки, брали участь лише 89 геїв і 57 лесбійок із Сан -Франциско та Чикаго. У дослідженні Loney був 31 чоловік та 11 жінок у вибірці A, 29 чоловіків у вибірці Белл і Вайнберг попереджають у своїй книзі, що їхня вибірка нерепрезентативна і не дозволяє поширити їхні висновки ні на гомосексуалів, які проживають у місці проведення опитування, ні на гомосексуалів взагалі.
Опубліковане в 2003 році Амстердамське дослідження, згідно з яким середня тривалість стосунків гей-пари становить півтора роки, протягом яких партнери мають у середньому близько 12 сексуальних контактів на стороні, часто наводиться як обґрунтування того, що одностатеві пари не прагнуть створення довготривалих моногамних партнерств. Згідно з даними, опублікованими на офіційному сайті Amsterdam Cohort Study, набір респондентів для дослідження проходив у кілька етапів. На першому етапі з жовтня 1984 року до квітня 1985 року до дослідження залучалися лише респонденти 18-65 років, мають щонайменше двох сексуальних партнерів останні півроку. З квітня 1985 до лютого 1988 року опитувалися лише респонденти з серонегативним результатом на ВІЛ. З лютого 1988 року по грудень 1998 року проводилося дослідження респондентів, інфікованих ВІЛ-1. Додатково у 1995 році розпочалася кампанія із залучення молодих респондентів до 30 років. У лютому 1996 року всі зібрані раніше дані про ВІЛ-негативних респондентів було виключено з дослідження.
Відомий сексолог і соціолог Ігор Кон, підсумовуючи різні дослідження одностатевих пар 1970-1980-х років, пише, що навіть незважаючи на те, що спільне проживання одностатевих пар до легалізації одностатевих відносин було ускладнене, наприкінці 1970-х від 40 до 60 % американських геїв мали більш менш стабільні парні відносини. Кон наводить дані опублікованого в 1983 дослідження (Blumstein/Schwartz, с. 594), згідно з яким 8 % лесбійських і 18 % гей-пар жили спільно більше 10 років.
У дослідженні Кетчама та Беннета наводиться короткий огляд досліджень на тему тривалості одностатевих та гетеросексуальних відносин. Вони показали суперечливі результати — в одних дослідженнях виявили відмінності в тривалості відносин, в інших — ні. У дослідженні Кетчама і Беннета було зроблено висновок, що одностатеві пари у співжиттях розпадаються не частіше гетеросексуальних пар, а жіночі одностатеві пари у формалізованих спілках розпадаються частіше чоловічих одностатевих пар і гетеросексуальних пар. Дослідження пар в одностатевих шлюбах у Швеції виявило схожу закономірність.
У дослідженні трьох великих наборів репрезентативних даних США та Канади проведеному Алленом і Прайсом було виявлено, що одностатеві пари більш схильні до розпаду, особливо пари з дітьми. Ключова відмінність цього дослідження від, наприклад, досліджень Розенфельда і Маннінг, які виявили схожий рівень стабільності в гетеро та гомосексуальних парах, у тому, що в них контролювалася нижча поширеність шлюбу в одностатевих парах або аналізувалися окремо співживучі пари і пари, одружені — у дослідженні ж Аллена і Прайса цього не робилося, в ньому порівнювалися всі одностатеві пари з усіма гетеросексуальними парами. Розенфельд у своєму дослідженні пише, що одностатеві шлюби стали доступні одностатевим парам лише відносно недавно, і одностатеві пари довгий час були позбавлені переваг шлюбу, що були доступні гетеросексуальним одруженим парам. Шлюб створює перешкоди для виходу з відносин і підвищує спільні інвестиції, і шлюб у його дослідженні так само асоціювався зі стабільністю одностатевих пар і гетеросексуальних пар. Аллен і Прайс обгрунтовують своє рішення тим, що одностатеві пари, які одружилися, пройшли позитивний відбір, а гетеросексуальні пари, які не одружилися — негативний відбір.